# 李镇赫
李镇赫（1988年—），朝鲜音樂家，1988年出生于平壤，银河水管弦乐团、平壤学生少年艺术团成员，毕业于金日成综合大学。
2000年5月，李镇赫以平壤学生少年艺术团成员的身份访问韩国，并在2000年5月26日-5月28日于首尔艺术殿堂歌剧院举行公演，韩国广播公司记者评价他“以多样的才智吸引观众”。2005年，李镇赫以朝鲜青年学生合作团成员的身份再度访问韩国。2010年4月15日，已经成为银河水管弦乐团成员的李镇赫，与乐队在平壤演奏《阿里郎》。